# Alpha Ethniki 1964-1965
L'Alpha Ethniki 1964-1965 fu la 29ª edizione della massima serie del campionato di calcio greco, conclusa con la vittoria del Panathīnaïkos, al suo ottavo titolo e secondo consecutivo.
Capocannoniere del torneo fu Giōrgos Siderīs (Olympiacos), con 29 reti.

## Formula
Come nelle stagioni precedenti le squadre partecipanti furono 16 e disputarono un girone di andata e ritorno per un totale di 30 partite con le ultime due retrocesse in Beta Ethniki.
Il punteggio prevedeva tre punti per la vittoria, due per il pareggio e uno per la sconfitta.
Le squadre ammesse alle coppe europee furono quattro: i campioni alla Coppa dei Campioni 1965-1966, la vincitrice della coppa nazionale alla Coppa delle Coppe 1965-1966 e due ulteriori squadra alla Coppa delle Fiere 1965-1966.

## Squadre partecipanti
| Squadra            | Città      | Stadio | Stagione 1963-1964 |
| ------------------ | ---------- | ------ | ------------------ |
| AEK Atene          | Atene      |        | 3°                 |
| Apollōn Kalamarias | Kalamaria  |        | 9°                 |
| Apollōn Smyrnīs    | Atene      |        | 5°                 |
| Arīs Salonicco     | Salonicco  |        | 6°                 |
| Doxa Dramas        | Drama      |        | 11°                |
| Ethnikos Pireo     | Il Pireo   |        | 10°                |
| Īraklīs            | Salonicco  |        | 12°                |
| Nikī Volo          | Volos      |        | 14°                |
| Olympiacos         | Il Pireo   |        | 2°                 |
| Panathīnaïkos      | Atene      |        | Campione di Grecia |
| Panaigialeios      | Egio       |        | 13°                |
| Paniōnios          | Nea Smyrnī |        | 4°                 |
| PAOK               | Salonicco  |        | 8°                 |
| Pierikos           | Katerini   |        | 7°                 |
| Proodeftikī        | Korydallos |        | Beta Ethniki       |
| Trikala            | Trikala    |        | Beta Ethniki       |

## Classifica finale
|                   | Pos. | Squadra            | Pt | G  | V  | N  | P  | GF | GS | DR  |
| ----------------- | ---- | ------------------ | -- | -- | -- | -- | -- | -- | -- | --- |
| Grecia (bandiera) | 1.   | Panathīnaïkos      | 79 | 30 | 20 | 9  | 1  | 76 | 19 | +57 |
|                   | 2.   | AEK Atene          | 76 | 30 | 18 | 10 | 2  | 64 | 22 | +42 |
|                   | 3.   | Olympiacos         | 71 | 30 | 18 | 5  | 7  | 73 | 40 | +33 |
|                   | 4.   | Proodeftikī        | 64 | 30 | 11 | 12 | 7  | 39 | 32 | +7  |
|                   | 5.   | Pierikos           | 62 | 30 | 12 | 8  | 10 | 39 | 39 | 0   |
|                   | 6.   | Apollōn Smyrnīs    | 58 | 30 | 11 | 6  | 13 | 45 | 42 | +3  |
|                   | 7.   | Arīs Salonicco     | 58 | 30 | 8  | 12 | 10 | 38 | 38 | 0   |
|                   | 8.   | PAOK               | 58 | 30 | 9  | 10 | 11 | 29 | 33 | -4  |
|                   | 9.   | Ethnikos Pireo     | 58 | 30 | 11 | 6  | 13 | 39 | 52 | -13 |
|                   | 10.  | Paniōnios          | 56 | 30 | 9  | 8  | 13 | 39 | 44 | -5  |
|                   | 11.  | Īraklīs            | 56 | 30 | 8  | 10 | 12 | 37 | 45 | -8  |
|                   | 12.  | Trikala            | 54 | 30 | 9  | 6  | 15 | 38 | 55 | -17 |
|                   | 13.  | Nikī Volo          | 53 | 30 | 9  | 5  | 16 | 23 | 48 | -25 |
|                   | 14.  | Panaigialeios      | 53 | 30 | 7  | 9  | 14 | 34 | 55 | -21 |
|                   | 15.  | Apollōn Kalamarias | 53 | 30 | 7  | 9  | 14 | 32 | 49 | -17 |
|                   | 16.  | Doxa Dramas        | 51 | 30 | 7  | 7  | 16 | 30 | 62 | -32 |

Legenda:

      Campione di Grecia
      Invitate alla Coppa delle Fiere in rappresentanza di Salonicco
      Ammesso alla Coppa delle Coppe
      Retrocesso in Beta Ethniki
Note:

Tre punti a vittoria, due a pareggio, uno a sconfitta.

### Spareggio
Niki Volou FC, Apollon Kalamarias e Panegialos terminarono a pari punti. Fu necessario uno spareggio (nel quale ogni squadra incontrava le altre due) per determinare la seconda squadra retrocessa, che fu l'Apollon avendo perso entrambi gli incontri.
| Squadra 1     | Risultato | Squadra 2          |
| ------------- | --------- | ------------------ |
| Nikī Volo     | 1 - 0     | Apollōn Kalamarias |
| Panaigialeios | 2 - 1     | Apollōn Kalamarias |
| Nikī Volo     | 2 - 1     | Panaigialeios      |

### Verdetti
- Panathinaikos campione di Grecia 1964-65 e qualificata alla Coppa dei Campioni
- Olympiacos Pireo qualificata alla Coppa delle Coppe
- Apollon Kalamarias e Doxa Drama retrocesse in Beta Ethniki.